# Hiesbergwarte
Die Hiesbergwarte ist eine Warte westlich von Senftenberg in Niederösterreich.
Die Warte befindet sich westlich von Senftenberg und ist vom Ortszentrum über einen kurzen, aber körperlich anspruchsvollen Wanderweg erreichbar. Deutlich leichter fällt der Zugang von der Bergseite, wofür man aber eine wesentlich längere Strecke zurücklegen muss. Die Warte selbst liegt auf einer Felsformation, die man über eine in den Fels gehauene Treppe besteigt und besteht aus einem Felsplateau mit Geländer und einem Fahnenmast, auf dem eine eiserne Fahne die Stelle markiert. In einem Kasten befindet sich das Gipfelbuch.
Die Warte wurde 1931 von Heinrich Husbeck, einem langjährigen Sommergast, errichtet.
Der Gipfel des namensgebenden Hiesberges, an dessen Flanke die Warte liegt, befindet sich knapp zwei Kilometer weiter westlich.